# Turkish-Airlines-Flug 634
Am 8. Januar 2003 verunglückte eine Avro RJ100 auf dem Turkish-Airlines-Flug 634 nahe dem Flughafen Diyarbakır. Bei dem Unfall kamen 75 der 80 Insassen ums Leben.

## Hergang und Ursache
Die Avro RJ100 der Turkish Airlines startete um 18:35 Uhr vom Flughafen Istanbul-Atatürk zum Linienflug in die osttürkische Stadt Diyarbakır. Die Sichtbedingungen am Zielflughafen waren aufgrund der Dunkelheit und einer geschlossenen sehr niedrigen Wolkendecke äußerst schlecht. 
Der Fluglotse in Diyarbakır erteilte der Besatzung die Freigabe für einen Anflug auf die Landebahn 34. Diese Bahn verfügte über kein Instrumentenlandesystem (ILS), so dass der Anflug auf das Drehfunkfeuer (VOR/DME) des Flughafens ausgerichtet wurde. Als die Piloten die Entscheidungshöhe erreichten, meinten sie den Schein der Landebefeuerung durch den Nebel erkennen zu können und setzten ihren Sinkflug fort. Kurz darauf verloren sie erneut den Sichtkontakt zur Bahn, brachen den Landeversuch aber nicht ab, sondern flogen ins Gelände.
Die Maschine schlug um 20:28 Uhr etwa 900 Meter vor der Landeschwelle in einem militärischen Sperrgebiet auf. Soldaten konnten zunächst fünf Fluggäste und ein Besatzungsmitglied lebend aus den Trümmern bergen. Ein zweijähriges Kind erlag im Anschluss seinen Verletzungen.